# 贝尔梅尼勒
贝尔梅尼勒（法語：Belmesnil，法語發音：[bɛlmenil]）是法国滨海塞纳省的一个市镇，属于迪耶普区。

## 地理
贝尔梅尼勒（49°46'10"N, 1°2'54"E）面积3.03 平方千米，位于法国诺曼底大区滨海塞纳省，该省份为法国北部沿海省份，其西部及北部濒大西洋英吉利海峡，东起顺时针与索姆省、瓦兹省、厄尔省和卡爾瓦多斯省接壤。
与贝尔梅尼勒接壤的市镇（或旧市镇、城区）包括：科地区博瓦尔、克里克托-叙隆格维尔、锡河畔戈讷维尔、奥蒙维尔。

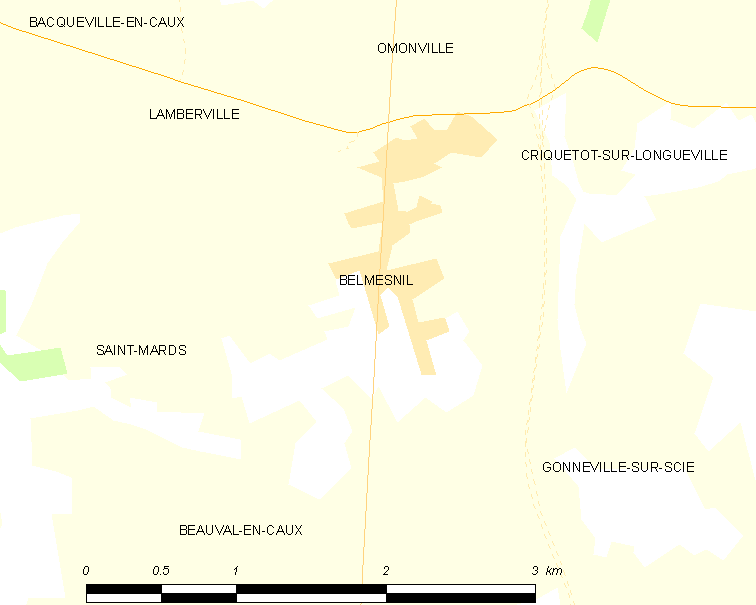
贝尔梅尼勒的OSM定位图

贝尔梅尼勒的时区为UTC+01:00、UTC+02:00（夏令时）。

## 行政
贝尔梅尼勒的邮政编码为76590，INSEE市镇编码为76075。

## 政治
贝尔梅尼勒所属的省级选区为吕讷赖县。

## 人口

1962-2008年间贝尔梅尼勒人口变化图示

贝尔梅尼勒于2022年1月1日时的人口数量为446人。